# Bahnhof Halle (Saale) Klaustor
Der Bahnhof Halle (Saale) Klaustor war ein Bahnhof in Halle (Saale). Er war sowohl Anfangsbahnhof als auch einer der wichtigsten Bahnhöfe der Bahnstrecke Halle Klaustor–Hettstedt. Der Bahnhof lag in der westlichen Innenstadt von Halle in der Mansfelder Straße gegenüber der Saline. Die Gleise verliefen von Ost nach West. Der Bahnhof schuf die Verbindung zwischen der Strecke Halle–Hettstedt und der Hafenbahn Halle, die zwischen dem Sophienhafen und dem Halle (Saale) Thüringer Güterbahnhof verkehrte.

## Geschichte
Am 31. Dezember 1896 wurde der Bahnhof zusammen mit der gesamten Halle-Hettstedter Eisenbahn (HHE) eröffnet.
Er galt damals als der „Hauptbahnhof der HHE“, denn es bestand nie eine direkte Zuganbindung an den Hauptbahnhof Halle.
Am 29. Februar 1968 wurde der Personenverkehr der Strecke und somit auch des Bahnhofes eingestellt; die Bahnhöfe im Westen der Stadt Halle an der ehemaligen Halle-Hettstedter Eisenbahn erhielten mit dem Bau der Neubausiedlung Halle-Neustadt eine direkte Verbindung an den Hauptbahnhof, die von der Strecke der Bahnstrecke Halle–Hann. Münden abzweigten. Mit der Einstellung des Güterverkehrs am 28. September 1968 verlor der Bahnhof endgültig an Bedeutung. Die Anlagen des Bahnhofes sind nicht mehr erhalten. An seiner Stelle befindet sich der Parkplatz eines Kaufhauses.

## Name
Der Bahnhof ist nach einem der sechs Stadttore von Halle benannt, dem Klaustor, das ungefähr 500 Meter vom Bahnhof entfernt lag. Dieses wurde in der zweiten Hälfte des 19. Jahrhunderts abgebrochen.

## Lage
Der Bahnhof lag zwischen den heutigen Stadtteilen Altstadt und Halle-Neustadt auf der Salineinsel der Saale. Ein Teil der Bahnhofsfläche lag auf einer der Flutbrücken. Zur Zeit des Betriebs waren die Arme des Flusses noch in einem natürlicheren Zustand vorhanden. In den 1930er Jahren erfolgte im Zuge eines Wasserstraßenausbaus zwischen den damals wesentlich größeren Städten Magdeburg und Leipzig die Begradigung und Kanalisierung der Saale im Stadtgebiet. Dabei verschwand der westlich gelegene Saalwerder zwischen Salineinsel und der heutigen Neustadt. In den Luftbildern Ende der 1930er Jahre ist der Bahnhof noch zu erkennen. Eine Verortung ist schwierig, da fast das gesamte Gelände inklusive der Saalearme überformt wurde. Der Bahnhof lag ungefähr auf dem Gelände des heutigen Kaufhauses Lührmann in der Mansfelder Straße, unweit der Straßenbahnhaltestelle Saline (siehe Halloren- und Salinemuseum).

### Bahnhofsumfeld
Zum Bahnhof gehörte neben dem Empfangsgebäude ein gleichnamiges Bahnbetriebswerk mit einem zweiständigen Lokschuppen sowie Kohlekran, Kohlebansen, Wasserkran und Ausschlackgrube.